# Гуадалькасар (Іспанія)
Гуадалькасар (ісп. Guadalcázar) — муніципалітет в Іспанії, у складі автономної спільноти Андалусія, у провінції Кордова. Населення — 1593 особи (2010).
Муніципалітет розташований на відстані близько 310 км на південь від Мадрида, 20 км на південний захід від Кордови.
На території муніципалітету розташовані такі населені пункти: (дані про населення за 2010 рік)
- Барріо-Сан-Вісенте: 65 осіб
- Гуадалькасар: 1528 осіб

## Демографія
Динаміка населення (INE ):

## Галерея зображень

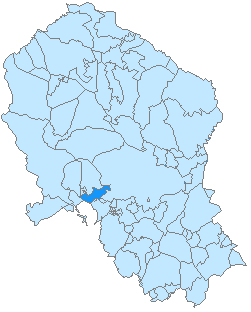
Розташування муніципалітету у провінції Кордова